# Манасія (цар Юдеї)
Манасія — син Єзекії, цар Юдейського царства з 696/95 по 642/41 р. до н. е. (2 Хр. 32:33). В. Олбрайт датує період його правління 687–642 р. до н. е., а Е. Тілє відносить початок його царювання разом з батьком 697/695 р. до н. е, та самостійно з 687/686-643/642 р. до н. е.

## Васал Асирії
Манасія успадкував трон батька у віці 12 років (696 р. до н. е.) і царював 55 років (2 Цар. 21:1-18). Юдея в той час була зруйнована після походу Сін-аххе-еріба (Санхеріва) у 701 році до н. е. і більшу частину його правління вона була васалом Ассирії, яка в цей час перебувала в зеніті своєї могутності. Більшу частину Шефели було віддано філістимлянським містам. Єрусалим потерпав від напливу багатьох переселенців із зруйнованих частин Самарії та Юдеї. Манасія згадується разом з 22 іншими царями регіону (включаючи Кіпр) на одному з написів, висічених за наказом царя Ассирії Асархаддона (681–669 р.. до н. е.), який повідомляє, що Асархаддон зобов'язав їх доставити камінь і ліс для будівництва палацу у Ніневії. Більшість цих царів, у тому числі Манасія, згадані також в написі Ашшурбаніпала (669–627 рр. до н. е.), у якому говориться, що на початку його царювання армії цих царів супроводжували ассирійські війська у поході на Єгипет. Внаслідок політики сприяння Асирії та реструктуризації економічної політики час його правління виражається у стабілізації стану країни яку він передає своєму сину Амону.

## Релігійна політика
На відміну від свого батька, Манасія всіляко потурав практиці ідолопоклонства в Юдеї і тим самим відійшов від принципів віри в єдиного Бога. При ньому повсюдно зводилися жертовники Ваалу, процвітало поклоніння сонцю, місяцю і зіркам, процвітали чаклунство і чарування. Манасія скасував релігійні реформи свого батька Єзекії та ввів язичницькі елементи в храмову службу (2 Цар. 21:2-7). У Хроніках наводиться переказ про те, що Господь, розгнівався на Манасію і народ, « …І Господь навів на них зверхників війська асирійського царя, а вони схопили Манасію на повід, і скували його мідяними кайданами та й повели його до Вавилону..» (2 Хр. 32:10-13). У полоні Манасія розкаявся, і Бог, почувши благання царя, повернув його на царство. У Біблії Манасія розглядається як віровідступник, а його царювання трактується як зразок гріха ідолопоклонства, що згідно з Єремією, було однією з причин руйнування Храму. Навіть в Єрусалимському храмі Манасія встановив ідола Астарти. Він пожертвував дітей на честь Молоха в долині Гінном (Геєнна) на висотах Тофета (2 Цар. 21:6, Єр. 32:35).